# Hugo Egmont Hørring
Hugo Egmont Hørring (Copenhague, 17 de Agosto de 1842 – Copenhague, 13 de Fevereiro de 1909) foi um político da Dinamarca. Ocupou o cargo de primeiro-ministro da Dinamarca.

## Biografia
Hørring nasceu em Copenhagen , Dinamarca. Ele se tornou um estudante em 1860 em Borgerdydskolen em Christianshavn e recebeu um diploma da Universidade de Copenhague em 1868. Ele ocupou vários cargos no Ministério do Interior e em 1882 tornou-se diretor do Departamento Real de Comércio da Groenlândia (Den Kongelige Grønlandske Handel).
Hørring aposentou-se do serviço governamental em abril de 1900. Ele era um Cavaleiro da Grã-Cruz da Ordem de Dannebrog e Dannebrogsman. Hørring morreu em Copenhagen em 1909 e foi enterrado no Cemitério Garrison.